# Nhiệm vụ Boston
Nhiệm vụ Boston, hay Chiến dịch Boston, là mật danh của chiến dịch đổ bộ và tấn công đầu tiên, trong tổng số ba đợt đổ bộ của Sư đoàn Không vận 82 Hoa Kỳ trong cuộc đổ bộ vào Normandie, rạng sáng ngày 6 tháng 6 năm 1944 (Ngày D) trong Chiến tranh thế giới thứ hai. Boston là một trong những chiến dịch mở màn của Chiến dịch Neptune, mật danh của chiến dịch đổ bộ đường biển và đường hàng không trong Chiến dịch Overlord. 6.420 lính dù được chuyên chở bởi gần 370 máy bay vận tải C-47 Dakota đã nhảy dù xuống một khu vực có diện tích khoảng 10 dặm vuông nằm ở hai bên sông Merderet trên Bán đảo Cotentin của Pháp, năm giờ trước khi cuộc đổ bộ đường biển được tiến hành.
Các đơn vị lính dù được thả vào một khu vực rộng gấp ba đến bốn lần so với kế hoạch trong sự hỗn loạn và rải rác do thời tiết xấu và hỏa lực phòng không mạnh của Đức tại các bãi thả quân. Hai đơn vị ít kinh nghiệm chiến đấu, Trung đoàn Bộ binh Nhảy dù (PIR) 507 và 508 được giao nhiệm vụ ngăn chặn các con đường tiến vào khu vực phía tây sông Merderet, nhưng hầu hết lính dù hai trung đoàn đều bị thả lệch vị trí. Trung đoàn dày dạn kinh nghiệm hơn, Trung đoàn Bộ binh Nhảy dù 505, được thả chính xác và nhanh chóng chiếm được thị trấn Sainte-Mère-Église, mục tiêu chính của chiến dịch, góp phần dẫn đến thắng lợi của Nhiệm vụ Boston.

## Bối cảnh

### Kế hoạch của quân Đồng Minh
Các kế hoạch đổ bộ vào Normandie đã trải qua nhiều giai đoạn sơ bộ trong suốt năm 1943. Lúc đó, Bộ Tổng tham mưu Liên quân (CCS) có ý định điều động 13-14 đơn vị máy bay vận chuyển cho một cuộc đổ bộ hàng không. Quy mô, mục tiêu cụ thể và chi tiết của chiến dịch không được vạch ra tới khi Đại tướng Dwight D. Eisenhower được bổ nhiệm làm Tư lệnh Tối cao của Lực lượng Viễn chinh Đồng minh (SHAEF) vào tháng 1 năm 1944. Vào giữa tháng 2 năm 1944, Eisenhower nhận được thông tin từ Bộ chỉ huy Không lực Lục quân Hoa Kỳ rằng lực lượng máy bay vận chuyển quân sẽ được tăng cường từ 52 lên 64 chiếc (thêm chín chiếc dự phòng) vào tháng 4 năm 1944. Cùng thời điểm đó, Trung tướng Omar Bradley đã chấp thuận kế hoạch đổ bộ của hai sư đoàn không vận vào Bán đảo Cotentin, một sư đoàn sẽ chiếm giữ các tuyến đường nối ra bãi biển và phong tỏa một nửa khu vực phía đông Carentan khỏi các đợt tiếp viện của quân Đức, sư đoàn còn lại sẽ phong tỏa nkhu vực phía tây La Haye-du-Puits. Do tính chất nguy hiểm và đòi hỏi kinh nghiệm cao của nhiệm vụ ở La Haye de Puits, Bradley đã giao khu vực đó cho Sư đoàn Không vận 82 (biệt danh "The All-Americans") của Thiếu tướng Matthew Ridgway, một đơn vị kì cựu từng nhảy dù xuống Sicily và Italy. Trong khi đó, việc kiểm soát các tuyến đường nối từ bãi biển vào đất liền đựoc giao cho đơn vị mới được thành lập - Sư đoàn Không vận 101 (biệt danh "Đại bàng Thét" - "The Screaming Eagles") của Chuẩn tướng Maxwell D. Taylor.
Trung tướng Bradley nhấn mạnh rằng 75% lực lượng lính dù sẽ được đổ bộ bằng tàu lượn sau hai đợt đổ quân chính. Do chiến dịch đổ bộ lính dù sẽ không được hạm đội tàu chiến và không quân Đồng Minh hỗ trợ, và Ridgway, chỉ huy Sư đoàn Không vận 82, cũng muốn có các đợt đổ bộ bằng tàu lượn để đưa các đơn vị pháo dã chiến của sư đoàn vào mặt trận. Việc sử dụng tàu lượn cho cuộc đổ bộ được lên kế hoạch cụ thể tới ngày 18 tháng 4, sau khi các đợt thử nghiệm ở điều kiện thực tế dẫn đến nhiều vụ tai nạn nghiêm trọng và khiến nhiều tàu lượn bị phá hủy. Ngày 28 tháng 4, kế hoạch được thay đổi, toàn bộ lực lượng lính dù sẽ được vận chuyển bằng một đợt máy bay và nhảy dù vào ban đêm, các đơn vị tàu lượn chở theo trang thiết bị sẽ được đổ bộ vào giữa ngày.
Quân đội Đức, vốn lơ là và bỏ qua việc củng cố Normandie trước đó, đã bắt đầu xây dựng một số lượng lớn các cứ điểm phòng thủ và hệ thống chướng ngại vật dưới sự chỉ huy của Thống chế Erwin Rommel. Rommel được bổ nhiệm làm giám sát quá trình nâng cấp Bức tường Đại Tây Dương kiêm Tư lệnh Cụm tập đoàn quân B vào tháng 11 năm 1943 theo lệnh của Hitler. Khi đến nơi, Rommel ngay lập tức cho nâng cấp và xây dựng toàn bộ các tuyến phòng thủ ven biển và trong đất liền. Việc nâng cấp bao gồm gài một hệ thống mìn rộng lớn và các hệ thống cọc chăng dây cao tới hai mét, rất nhiều trong số đó được gài mìn hoặc gắn các loại bẫy khác để tiêu diệt tàu lượn và lính dù, trong đó khu vực đổ bộ của Sư đoàn Không vận 82 được tăng cường phòng ngự đáng kể. Lúc đầu, kế hoạch không có sự thay đổi. Nhưng khi nhận được tin các lực lượng Đức đã được tăng cường đáng kể vào khu vực trong tháng 5, các bãi thả quân của Sư đoàn 82 đã được di chuyển sang vị trí mới, mặc dù các kế hoạch chi tiết và huấn luyện đã được tiến hành dựa trên các bãi cũ.
Mười ngày trước Ngày D, các chỉ huy Đồng Minh đã đi đến kết luận cuối cùng. Do sự tập trung đông đúc của các đơn vị quân Đức trong khu vực, Bradley, chỉ huy Tập đoàn quân số 1, muốn Sư đoàn Không vận 82 đổ bộ sát Sư đoàn 101 để hỗ trợ lẫn nhau nếu cần. Tuy nhiên, Thiếu tướng J. Lawton Collins, chỉ huy Quân đoàn VII, lại muốn Sư đoàn 82 đổ bộ xa hơn về phía tây Sông Merderet để thiết lập một đầu cầu. Vào ngày 27 tháng 5, các bãi thả quân được di dời về vị trí cách Le Haye-du-Puits 10 dặm (16 km) về phía đông dọc Sông Merderet. Trung đoàn Bộ binh Nhảy dù (PIR) 501 của Sư đoàn Không vận 101, ban đầu được giao nhiệm vụ đánh chiếm Sainte-Mère-Église, được chuyển sang bảo vệ vành đai thị trấn Carentan, và việc đánh chiếm  Sainte-Mère-Église được giao cho Trung đoàn Bộ binh Nhảy dù 505 kì cựu của Sư đoàn Không vận 82.

### Sư đoàn Không vận 82
Sư đoàn Không vận 82, chỉ huy bởi Thiếu tướng Matthew B. Ridway, một vị tướng dày dạn trận mạc, có hai đơn vị là Trung đoàn Bộ binh Nhảy dù 504 và 505, đã từng tham gia các chiến dịch nhảy dù ở Sicily và Italy. Tuy nhiên, Trung đoàn 504 không thể đến kịp Anh để tham gia huấn luyện chuẩn bị cho Chiến dịch Neptune, nên thay vào đó, được thay thế bởi hai trung đoàn mới được thành lập là 507 và 508. Do có nhiều kinh nghiệm tác chiến từ các chiến dịch trước đó, Sư đoàn Không vận 82 được giao các nhiệm vụ nguy hiểm và rủi ro hơn trong Ngày D. Đơn vị cuối cùng của sư đoàn, Trung đoàn Bộ binh Tàu lượn 325, sẽ đổ bộ vào ngày 7 tháng 6.
Nhiệm vụ chính của Sư đoàn Không vận 82 là đánh chiếm thị trấn Sainte Mère Église, nơi có một hệ thống giao lộ quan trọng ở phía sau Bãi Utah, và chặn các đường tiếp cận của quân Đức vào khu vực phía tây và tây nam. Cụ thể hơn, họ phải chiếm các con đường đắp cao và các cây cầu bắc qua sông Merderet tại La Fière và Chef-du-Pont, phá hủy cây cầu trên sông Douve tại Pont l'Abbé (nay là Étienville), và đảm bảo an toàn ở khu vực phía tây Sainte Mère Église để thiết lập một tuyến phòng thủ giữa Gourbesville và Renouf.
Ngoài ra, các đơn vị còn có nhiệm vụ làm gián đoạn, phá hoại hệ thống thông tin liên lạc của Đức, thiết lập các chốt để cản trở sự di chuyển của quân tiếp viện Đức, và hình thành tuyến phòng thủ nối giữa khu vực Neuville và Baudienville ở phía bắc, kiểm soát hoàn toàn từ khu vực thả quân tới Les Forges, và liên kết với Sư đoàn Không vận 101 của Thiếu tướng Maxwell D. Taylor.
Để hoàn thành các nhiệm vụ đề ra, Sư đoàn Không vận 82 được chia thành ba lực lượng tấn công chính:
- Lực lượng A (lính dù): bao gồm ba trung đoàn nhảy dù và các đơn vị hỗ trợ, được chỉ huy bởi Chuẩn tướng James M. Gavin, phó chỉ huy Sư đoàn Không vận 82,
- Lực lượng B (lính tàu lượn): bao gồm một trung đoàn tàu lượn, các tiểu đoàn pháo binh và hậu cần, được chỉ huy bởi Thiếu tướng Matthew Ridway, chỉ huy trưởng Sư đoàn Không vận 82,
- Lực lượng C (đổ bộ đường biển): các đơn vị còn lại của sư đoàn, các đơn vị hợp thành bao gồm xe tăng, sẽ đổ bộ tại Bãi Utah, được chỉ huy bởi Chuẩn tướng George P. Howell.

## Kế hoạch đổ bộ
Boston là nhiệm vụ đổ bộ lính dù thứ hai, được tiến hành sau Nhiệm vụ Albany của Sư đoàn Không vận 101 một giờ. Mỗi nhiệm vụ bao gồm các đợt thả quân của ba đơn vị cấp trung đoàn. 370 máy bay C-47 Dakota thuộc Không đoàn Vận tải quân (TCW) 52 được giao nhiệm vụ chuyên chở 6,420 lính dù của Sư đoàn Không vận 82. Không đoàn 52 bao gồm các đơn vị: Liên đoàn Vận tải quân (TCG) 61 đóng tại Barkston, TCG 313 đóng ở Folkingham, TCG 314 đóng ở Salby, TCG 315 ở Spanhoe và TCG 316 ở Cottesmore. Mỗi trung đoàn bộ binh nhảy dù được sẽ được chuyên chở trên ba đến bốn Đội hình bay (Serial). Mỗi Serial bao gồm các nhóm bay gồm 36, 45 hoặc 54 máy bay C-47 bay cách nhau sáu phút di chuyển. Mỗi máy bay C-47 chuyên chở một Stick, mỗi Stick bao gồm 15-18 lính dù cùng với trang thiết bị và vũ khí khác nhau.
Sư đoàn Không vận 82 sẽ phải đổ bộ xuống khu vực có diện tích 26 km vuông tại bán đảo Cotentin, nằm ở phía tây đường RN 13 và được chia thành ba Bãi thả quân (DZ):
- Bãi Thả quân N (Drop Zone N - DZ N) :nằm ở phía bắc Pont-l'Abbé và Picauville, do Trung đoàn Bộ binh Nhảy dù 508 (2.188 lính dù) phụ trách. làm nhiệm vụ phá hủy hai cây cầu trên sông Douve tại Pont-l'Abbé và Beuzeville-la-Bastille và kiểm soát rìa phía tây của sông Merderet,
- Bãi Thả quân O (Drop Zone O - DZ O): nằm ở phía tây Sainte-Mère-Eglise, do Trung đoàn bộ binh nhảy dù 505 (2.120 lính dù) đảm nhiệm, làm nhiệm vụ đánh chiếm Sainte-Mère-Eglise để kiểm soát các giao lộ quan trọng trong khu vực,
- Bãi Thả quân T (Drop Zone T - DZ T) : nằm ở phía bắc Amfreville và phía đông Gourbesville, do Trung đoàn bộ binh Nhảy dù 507 (2.004 lính dù) đảm nhiệm, có nhiệm vụ chiếm giữ và bảo vệ bờ tây của Merderet.

Trước khi các đợt đổ bộ chính bắt đầu, ba đơn vị Trinh sát dù sẽ được thả sớm 30 phút để thiết lập các thiết bị dẫn đường và tín hiệu, bao gồm đèn hiệu và máy phát tín hiệu Eureka, để hỗ trợ các nhóm C-47 xác định chính xác vị trí các bãi thả quân trong màn đêm. Mỗi đơn vị bao gồm ba đội trinh sát dù, mỗi đội làm nhiệm vụ đánh dấu bãi cho các trung đoàn khác nhau. Mỗi đội gồm ba nhóm, làm nhiệm vụ đánh dấu vị trí cho ba tiểu đoàn thuộc mỗi trung đoàn. Mỗi nhóm bao gồm một sĩ quan chỉ huy, bốn người vận hành hệ thống tín hiệu và đèn hiệu và bốn lính dù làm nhiệm vụ an ninh. Họ sẽ được thả vào sâu trong lãnh thổ nước Pháp mà không có tín hiệu dẫn, chỉ dựa trên sự quan sát và tính toán điều hướng của phi hành đoàn C-47 Dakota.
Để đạt được yếu tố bất ngờ, các máy bay sẽ tiếp cận Normandie từ phía tây ở độ cao thấp. Máy bay bắt đầu cất cánh lúc 22:30 ngày 5 tháng 6, tập hợp thành đội hình bay và bay về điểm khởi hành có định danh "Flashbush". Tại đó, các máy bay sẽ hạ độ cao và bay về phía tây nam qua Eo biển Manche ở độ cao 150 m để tránh bị radar Đức phát hiện. Mỗi đội hình bay cách nhau khoảng 300 m. Thời tiết không ảnh hưởng nhiều tới thời gian và duy trì đội hình máy bay Mỹ. Tất cả các đèn trên máy bay, ngoại trừ đèn hiệu, đều phải tắt.
Sau khi vượt 92 km qua eo biển trong thời gian 42 phút, các nhóm bắt đầu chuyển hướng bay về điểm xuất khởi hành thứ hai, có định danh "Hoboken", và rẽ trái về phía đông nam và bay giữa Đảo Guernsey và Đảo Alderney của Quần đảo Channel. Thời tiết qua kênh rõ ràng; tất cả các đội hình đều bay theo các tuyến đường vạch sẵn một cách chính xác và theo đội hình chặt chẽ khi chúng tiếp cận các điểm ban đầu trên bờ biển Cotentin, sau đó tách ra và tiến vào khu vực thả tương ứng. Điểm tập kết của Sư đoàn 101 nằm tại Portbail, có định danh là "Muleshoe", cách điểm tập kết của Sư đoàn 82, "Peoria", gần Flamanville, khoảng 10 dặm (16 km) về phía nam.

## Lịch trình bay trong Nhiệm vụ Boston
| Serial | Đơn vị                                                                      | Đơn vị vận chuyển quân     | Số lượng C-47 | Sân bay xuất phát  | Bãi Thả quân | Thời gian thả |
| 4      | Trinh sát dù                                                                | Nhóm Vận tải quân TSD      | 3             | RAF North Witham   | O            | 0121          |
| 5      | Trinh sát dù                                                                | Nhóm Vận tải quân TSD      | 3             | RAF North Witham   | N            | 0138          |
| 17     | Tiểu đoàn 2, Trung đoàn 505                                                 | Liên đoàn Vận tải quân 316 | 36            | RAF Cottesmore     | O            | 0151          |
| 18     | Tiểu đoàn 3, Trung đoàn 505 Tiểu đoàn Pháo Dã chiến Nhảy dù 456             | Liên đoàn Vận tải quân 316 | 36            | RAF Cottesmore     | O            | 0157          |
| 6      | Trinh sát dù                                                                | Nhóm Vận tải quân TSD      | 3             | RAF North Witham   | T            | 0202          |
| 19     | Tiểu đoàn 1, Trung đoàn 505 Đại đội HQ, Trung đoàn 505 Ban Tham mưu Sư đoàn | Liên đoàn Vận tải quân 315 | 48            | RAF Spanhoe        | O            | 0203          |
| 20     | Tiểu đoàn 2, Trung đoàn 508                                                 | Liên đoàn Vận tải quân 314 | 36            | RAF Saltby         | N            | 0208          |
| 21     | Đại đội HQ, Trung đoàn 508 Đại đội B, Tiểu đoàn Công binh 307               | Liên đoàn Vận tải quân 314 | 24            | RAF Saltby         | N            | 0214          |
| 22     | Tiểu đoàn 1, Trung đoàn 508                                                 | Liên đoàn Vận tải quân 313 | 36            | RAF Folkingham     | N            | 0220          |
| 23     | Tiểu đoàn 3, Trung đoàn 508                                                 | Liên đoàn Vận tải quân 313 | 36            | RAF Folkingham     | N            | 0226          |
| 24     | Tiểu đoàn 2, Trung đoàn 507                                                 | Liên đoàn Vận tải quân 61  | 36            | RAF Barkston Heath | T            | 0232          |
| 25     | Tiểu đoàn 3, Trung đoàn 507                                                 | Liên đoàn Vận tải quân 61  | 36            | RAF Barkston Heath | T            | 0238          |
| 26     | Tiểu đoàn 1, Trung đoàn 507                                                 | Liên đoàn Vận tải quân 442 | 45            | RAF Fulbeck        | T            | 0244          |

## Ngày D (6 tháng 6 năm 1944)

### Trinh sát dù

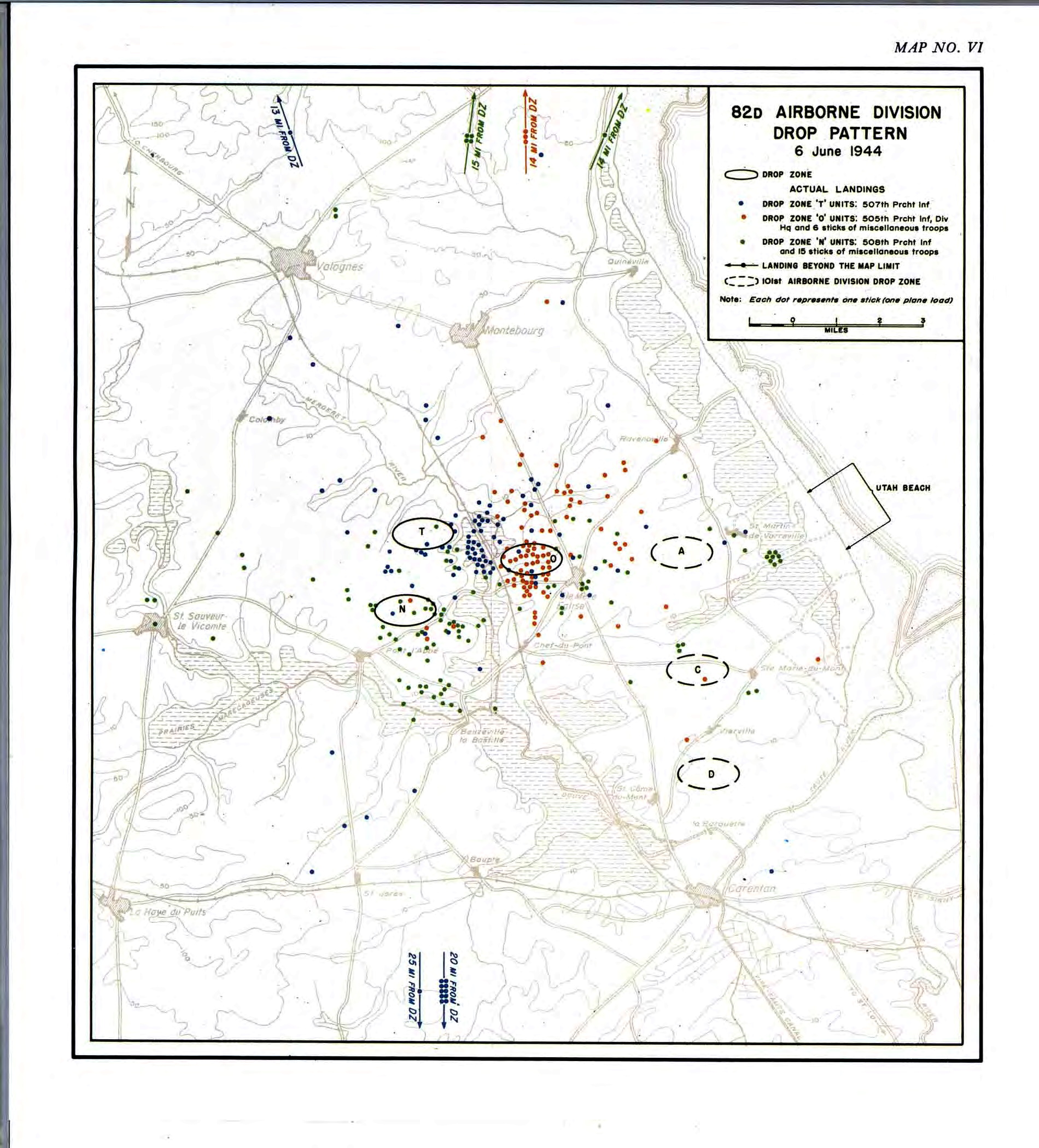
Vị trí các Bãi Thả quân và vị trí đáp thực của Sư đoàn Không vận 82 trong Ngày D

Nhóm Serial đầu tiên chở theo các đội Trinh sát dù cất cánh lúc 10:40 tối ngày 5 tháng 6 năm 1944 tại Anh. Trục tiếp cận của các máy bay nằm trên trục Tây Nam-Đông Bắc và các phi đội đã thực hiện một đợt bay vòng qua quần đảo Channel để đi đúng quỹ đạo. Khi tiếp cận Bán đảo Cotentin, các phi công của C-47 phải đối mặt với một khối mây đặc và sương mù dày trên mặt đất, khiến ảnh quan ở Normandie bị che khuất một phần và khiến công việc định hướng trở nên khó khăn.
Các nhóm Trinh sát dù cũng gặp nhiều bất lợi không kém trong quá trình nhảy dù, mặc dù các nhóm trinh sát của Sư đoàn Không vận 82 gặp nhiều thuận lợi hơn. Ba đội trinh sát dù của Trung đoàn 505, làm nhiệm vụ đánh dấu DZ O, đã được thả chính xác và nhanh chóng tiến hành hoạt động phát tín hiệu. Các đội trinh sát của Trung đoàn 507 gặp ít may mắn hơn: quân Đức, sau khi được cảnh báo bởi các đợt nhảy dù đầu tiên của Sư đoàn Không vận 101, đã tuần tra gắt gao tại khu vực Château Gris gần Amfreville, khiến lính trinh sát dù không thể kích hoạt hệ thống đèn báo hiệu. Trong số ba nhóm kích hoạt được máy phát Eureka, chỉ có duy nhất nhóm số 2, chỉ huy bởi Trung úy Charles Ames, đánh đấu đèn hiệu thành công một phần của DZ T. Các nhóm trinh sát của Trung đoàn 508 cũng gặp nhiều trở ngại khi phải đối mặt với sự hiện diện của đông đảo lính Đức tại DZ N.

### Bãi Thả quân O (DZ O)
118 máy bay C-47, chở theo Trung đoàn Bộ binh Nhảy dù 505 của Đại tá William E. Ekman, cùng ban tham mưu sư đoàn, một nhóm nhỏ thuộc Tiểu đoàn Công binh 307, Tiểu đoàn Pháo Dã chiến Nhảy dù 456, cùng với hai khẩu lựu pháo, tiếp cận Bán đảo Cotentin lúc 01:15. Do tiếp cận từ độ cao lớn, các phi công đã phải thực hiện vài đợt bay vòng để phân biệt đèn hiệu đánh dấu bãi thả quân và đèn từ các thị trấn lân cận. Sau khi hạ độ cao, phi công bắt đầu bật đèn xanh và lính dù bắt đầu đổ bộ. Tuy nhiên, Tiểu đoàn 2, Trung đoàn 505 bị thả ở vị trí cao hơn độ cao khuyến cáo, khiến lính dù bị phân tán nhẹ.
Cuộc đổ bộ ở DZ O bắt đầu lúc 01:51. Với tất cả đèn hiệu được Trinh sát dù kích hoạt, toàn bộ 118 Stick được thả một cách chính xác và Trung đoàn Bộ binh Nhảy dù 505 là đơn vị cấp trung đoàn có tỉ lệ thả quân chính xác nhất trong toàn bộ sáu trung đoàn nhảy dù của Mỹ tham gia đổ bộ vào Normandie trong ngày 5-6 tháng 6. 60 Stick (chiếm hơn 50% quân số trung đoàn) đã đáp xuống đúng mục tiêu hoặc trong bán kính một km tính từ tâm của khu vực thả, và 20 Stick được thả trong bán kính hai km xung quanh DZ. Hơn 75% quân số của Trung đoàn 505 có mặt tại các điểm tập kết, ngoại trừ ba Stick khác bị thả lệch vị trí đáp 14 dặm về phía nam DZ O.
Thiếu tá Frederick C.A. Kellam, chỉ huy Tiểu đoàn 1 của Trung đoàn 505, đã dẫn người của ông di chuyển về chiếm cầu Chef-du-Pont và cầu La Fière trên sông Merderet và cho một đại đội của tiểu đoàn ông (Đại đội A của Trung úy John Dolan) chiếm giữ con đường đắp cao băng đi qua khu vực đầm lầy đến Cauquigny. Trung tá Benjamin H. Vandervoort, chỉ huy Tiểu đoàn 2, bị dập mắt cá chân trái do tiếp đất mạnh. Sau khi được một lính quân y siết chặt đôi ủng để cố định vết thương, Vandervoort trực tiếp dẫn đầu đơn vị di chuyển về Neuville-au-Plain, cách Sainte-Mère-Église hai km về phía đông bắc. Tiểu đoàn 3 của Trung tá Edward C. Krause, sau khi tiếp đất thành công lúc 02:03 và tập hợp được khoảng 180 lính từ Tiểu đoàn 3, đã tiến về khu vực phía nam Sainte-Mère-Église.
Trước khi cuộc đổ bộ tại DZ O diễn ra, tại thị trấn Sainte-Mère-Église đã xảy ra một đám cháy lớn tại ngôi nhà của bà Jeanne Pommier vào khoảng 23:00 đêm ngày 5 tháng 6. Khi máy bay C-47 bay vào khu vực, đám cháy đang được lính Đức và người dân địa phương tham gia dập lửa. Vài phi công Mỹ đã dùng ngọn lửa lớn này để định vị khu vực thả quân trong đêm. Lúc 01:50, một nhóm lính dù thuộc Đại đội F, Tiểu đoàn 2, Trung đoàn 505 bị thả lệch vào trong thị trấn. Lính Đức đang có mặt trong thị trấn, vốn đã được báo động trước đó 20 phút sau khi có thông báo về cuộc đổ bộ của các nhóm lính dù thuộc Trung đoàn Bộ binh Nhảy dù 506, Sư đoàn Không vận 101 ở gần đó, đã nổ súng vào những lính dù đang hạ cánh xuống thị trấn. Một trận đấu súng ác liệt diễn ra giữa lính Đức dưới mặt đất và lính dù Mỹ lơ lửng trên không. 12 lính dù thuộc Đại đội F tử trận, bị thương và bị bắt làm tù binh sau khi được đáp xuống thị trấn. Binh nhất Charles P. Blankenship bị chết cháy sau khi hạ cánh xuống ngôi nhà đang cháy của bà Pommier. Binh nhì John Steele và Binh nhì Kenneth Russell hạ cánh xuống tháp chuông của nhà thờ thị trấn và mắc kẹt trên đó. Russell may mắn cắt được dù và nấp trên mái nhà thờ, nhưng Steele, bị thương ở chân vì trúng đạn khi đang nhảy dù và bị treo lơ lửng trên tháp, đã giả chết nhiều giờ để tránh bị lính Đức phát hiện. Steele sau đó được lính Đức đưa xuống và bắt làm tù binh sau khi họ phát hiện ra anh còn sống. Steele, lợi dụng sơ hở của lính Đức, đã trốn thoát và quay trở lại thị trấn cùng đơn vị hai tiếng sau đó.
Tiểu đoàn 3 của Trung tá Edward C. Krause tiến công vào thị trấn Sainte-Mère-Église một cách nhanh chóng lúc 04:00 sau khi nhận được tin từ một người dân Pháp rằng phần lớn quân Đức đã bỏ chạy khỏi thị trấn vì lo sợ một cuộc không kích của Không quân Đồng Minh. Krause dẫn đầu đơn vị tiến vào trung tâm thị trấn và cho dựng cờ tại tòa thị chính. Ông sau đó tự tay phá cổng trại Cherbourg-Carentan, nơi đồn trú của các đơn vị phòng không Đức. Lính Đức bị đánh úp bất ngờ đến mức lính dù Mỹ không gặp nhiều sự phản kháng đáng kể. Khoảng 30 người bị bắt làm tù binh, một số bị bắt khi vẫn còn ngủ trên giường, 10 lính Đức bị bắn chết khi đang chống cự và một số chạy thoát được về phía nam. Lúc 06:00, Krause thông báo tới Bộ chỉ huy Sư đoàn rằng tiểu đoàn của ông đã kiểm soát được toàn bộ thị trấn.

### Bãi Thả quân T (DZ T)
Các phi tuần C-47, trên đường tiến vào DZ T, đã vấp phải hỏa lực phòng không của quân Đức tại Bán đảo Cotentin. Dù các loạt bắn này không gây ra nhiều thiệt hại cho C-47, nhưng đã khiến các phi công bị hoang mang, gây mất phương hướng và nhiều máy bay bị lệch đội hình. Cuộc đổ bộ của Trung đoàn Bộ binh Nhảy dù 507 tại DZ T có kết quả tệ nhất trong toàn bộ cuộc đổ bộ của các trung đoàn nhảy dù Mỹ vào Normandie trong ngày 5-6 tháng 6, chỉ có 3 Stick được thả đúng DZ, các Stick còn lại bị thả một cách lộn xộn và rải rác, một số bị thả vào khu vực bị làm ngập nước và đầm lầy xung quanh sông Merderet và hơn 180 lính dù được thả vào khu vực gần Graignes, cách DZ của họ hơn 20 km.
Chuẩn tướng James M. Gavin, phó chỉ huy Sư đoàn Không vận 82, đã hạ cánh tại khu vực cách Amfreville chưa đầy một km về phía đông bắc và Gavin di chuyển về hướng đông dọc theo một con đường sắt chạy từ bắc xuống nam băng qua đầm lầy Merderet. Cùng đi với ông là Đại tá Roy E. Lindquist (chỉ huy Trung đoàn 508), Trung tá Edwin J. Ostberg (chỉ huy Tiểu đoàn 1, Trung đoàn 507) và một số lính dù khác. Đại tá George V. Milet, chỉ huy Trung đoàn 507, tập hợp được hơn 40 lính dù và bắt đầu tiến về phía nam Amfreville. và chiếm giữ nó. Do vấp phải sự chống trả của lực lượng phòng thủ của quân Đức đóng tại Les Landes, trong khi trang bị của lính dù Mỹ hạn chế, Đại tá Milet đã cho rút lui về phía tây Les Landes khoảng vài trăm mét.
Tiểu đoàn 1 của Trung đoàn 507 bị thả rải rác vào các khu vực đầm trũng xung quanh sông Merderet, nhiều lính dù bị chết đuối vì bị trang bị và dù dìm xuống nước, nhiều lính dù bị lính Đức bắn chết hoặc bị bắt làm tù binh khi đang cố gắng thoát ra khỏi đầm lầy. Tuy nhiên, Trung tá Edwin J. Ostberg, chỉ huy Tiểu đoàn 1, cùng với khoảng 150 lính dù đã tiến về La Fière ở phía nam dọc theo một con đường sắt một cách an toàn, nơi được Đại đội A của Trung đoàn 505 trấn giữ. Họ hội quân cùng Đại đội A và tăng cường tuyến phòng thủ từ phía đông của đường đắp cao tới một cây cầu bắc qua Merderet. Trung tá Charles Timmes, chỉ huy Tiểu đoàn 2, chỉ tập hợp được 30 lính dù sau khi đổ bộ. Ông cùng nhóm này tiến về Amfreville và tấn công ngôi làng này từ phía đông, nhưng vấp phải một lực lượng lớn quân Đức đóng ở đó, khiến họ phải rút lui. Timmes cho quân của ông rút theo phía đông bắc và thiết lập tuyến phòng thủ xung quanh Motey trong đêm.
Tiểu đoàn 3, Trung đoàn 507, chỉ huy bởi Trung tá Arthur A. Maloney, gặp phải vấn đề nan giải. 20 Stick (khoảng 150 lính dù) thuộc tiểu đoàn của ông đã bị thả nhầm xuống Graignes, phía nam Carentan, ngay sau 2 giờ sáng. Hoàn toàn bị lạc và bị cô lập với phần còn lại của trung đoàn, những người lính dù này, sau khi chờ đến bình minh để xác định vị trí của mình, đã quyết định ở lại Graignes để chờ quân tiếp viện đến.
Tính đến sáng ngày 6 tháng 6 năm 1944, Trung đoàn 507 bị phân tán nặng nề và các đơn vị tập trung lẻ tẻ tại các vị trí khác nhau, bao gồm ở phía tây Landes, phía đông Amfreville, xung quanh khu vực đầm trũng cạnh sông Merderet, ở La Fière và 181 lính dù bị cô lập tại Graignes. Khoảng 30 Stick được thả xuống khu vực của Sư đoàn Không vận 101 và họ phải chiến tạm thời cùng với lính dù của sư đoàn 101 trong những giờ đầu của Ngày D. Sự hỗn loạn trong buổi sáng Ngày D đã khiến Trung đoàn 507 không thể hoàn thành nhiệm vụ kiểm soát các hướng tiếp cận từ hướng tây bắc trên đường La Fière.

### Bãi Thả quân N (DZ N)
Dù chiếc C-47 Dakota dẫn đầu đoàn bay có hướng bay chính xác về DZ N, nhưng những chiếc C-47 phía sau đã không đi theo nó, phần lớn do hỏa lực phòng không của quân Đức đã khiến đội hình máy bay Mỹ bị rối loạn. Cuộc đổ bộ được thực hiện từ 02:08 tới 02:20 ở độ cao hơn 700 m do sự hỗn loạn của các phi công máy bay, trong khi Sư đoàn Không vận 101 được thả ở độ cao 150 m. Chỉ có 33 trong tổng số 132 Stick của Trung đoàn Bộ binh Nhảy dù 508 được thả vào các khu vực cách DZ chưa đến một km. Hơn 65 Stick (chiếm hơn nửa quân số trung đoàn) được thả cách DZ hơn 15 km, bị cô lập và lạc trong đêm, và khiến họ không thể hoàn thành được nhiệm vụ.
Do có nhiều lính dù bị lạc và thả sai vị trí, cả ba tiểu đoàn của Trung đoàn 508 đều không đủ quân số để tiến hành nhiệm vụ. Trung đoàn sau đó được chia thành bốn nhóm lớn: Nhóm L được chỉ huy bởi Đại tá Roy Lindquist (chỉ huy Trung đoàn 508), Nhóm W được chỉ huy bởi Thiếu tá Shields Warren (phó chỉ huy Tiểu đoàn 1), Nhóm S được chỉ huy bởi Trung tá Thomas J.B. Shanley (chỉ huy Tiểu đoàn 2) và Nhóm G do hai Đại úy Frank J. Novak (chỉ huy Đại đội G, Tiểu đoàn 3) và George B. Simonds (sĩ quan Điều hành Chiến dịch - S3, Tiểu đoàn 2) dẫn đầu. Các nhóm bao gồm những người lính dù bị lạc đơn vị và được gặp ngẫu nhiên trong lúc di chuyển và có quy mô từ khoảng 30 đến gần 200 người.
Nhóm L di chuyển về Pont-l’Abbé, mục tiêu ban đầu của Trung đoàn 508, nhưng bị chặn lại suốt đêm bởi quân Đức đóng tại con đường đi qua đầm lầy sông Merderet. Nhóm W di chuyển về phía nam DZ N và chiếm giữ các cao điểm ở phia nam Gueutteville, mục tiêu ban đầu của Tiểu đoàn 1, bố trí các vị trí phòng thủ cho đến bình minh và đánh bật nhiều đợt phản công của quân Đức. Nhóm W tiến về phía nam Gueutteville và chiếm Đồi 30. Nhóm G được giao nhiệm vụ đánh chiếm một cây cầu bắc qua sông Merderet, nằm ở phía tây nam Chef-du-Pont và thiết lập một tuyến phòng thủ ở đó.
Ngày D của Trung đoàn 508 bắt đầu có những tiến triển đầu tiên khi một nhóm sáu người, bao gồm bốn lính dù, được chỉ huy bởi Trung úy Malcom D. Brannen (Đại đội HQ, Tiểu đoàn 3) và Trung úy Harold V. Richard (Đại đội A, Tiểu đoàn 1) và hai lính công binh, khi đang dò hỏi người dân sống ở La Minoterie, cách Pont-l’Abbé hai km về phía đông bắc lúc 03:30, thì nghe thấy một tiếng xe hơi ở gần chỗ họ. Trung úy Malcom D. Brannen hét lớn và ra lệnh dừng xe nhưng chiếc xe không dừng lại. Nhóm lính dù nổ súng vào chiếc xe và khiến chiếc xe đâm vào tường. Vụ nổ súng khiến Trung tướng Wilhelm Falley, chỉ huy Sư đoàn Bộ binh 91, cùng Thiếu tá Joachim Bartuzat (thư ký của Tướng Falley) chết tại chỗ. Người tài xế bị thương nặng nhưng sống sót và bị bắt làm tù binh. Wilhelm Falley là tướng Đức đầu tiên tử trận trong Ngày D và cũng là một trong những vị tướng cấp cao nhất tử trận trong Chiến dịch Overlord. Vào thời điểm Falley bị giết, ông đang trên đường quay trở về Sở chỉ huy Sư đoàn tại Chateau de Bernaville, Picauville sau khi tham gia một buổi chơi đánh trận giả tổ chức tại Bộ Tư lệnh Tối cao Đức ở Rennes.
Bất chấp những nỗ lực của Trung đoàn 508, phòng tuyến của họ vẫn còn nhiều sơ hở. Lợi dụng điều đó, quân Đức nhanh chóng tổ chức phản công vào Cauquigny để chiếm lại cầu La Fière trong buổi sáng ngày 6 tháng 6.

## Kết quả
Sư đoàn Không vận 82 đã ghi nhận chứng kiến một đợt thả quân chính xác nhất (DZ O) và một đợt thả quân thảm họa nhất (DZ T) trong toàn bộ ba sư đoàn không vận tham gia nhảy dù trong Ngày D. Trong số ba trung đoàn của Sư đoàn Không vận 82 đổ bộ vào Normandie, chỉ có duy nhất Trung đoàn Bộ binh Nhảy dù 505 hoàn thành được phần lớn nhiệm vụ đề ra, bao gồm mục tiêu chủ chốt của sư đoàn là đánh chiếm thị trấn Sainte-Mère-Église, trong khi hai trung đoàn 507 và 508 không thể thiết lập một phòng tuyến vững chắc ở bờ tây sông Merderet. Dù không hoàn thành được nhiều nhiệm vụ khác, Sư đoàn Không vận 82 đã thành công trong việc kiểm soát những vị trí then chốt xung quanh và trong Sainte-Mère-Église.
Tính đến cuối Ngày D, Sư đoàn Không vận 82 mất 156 lính dù, 347 bị thương và hơn 700 lính dù vẫn bị mất tích và bị lạc đơn vị. Nhiều lính dù bị chết đuối tại các khu vực đầm lầy xung quanh Merderet, vốn bị quân Đức làm ngập để ngăn chặn các cuộc đổ bộ trên không tại Bán đảo Cotentin.
Quân Đức lúc đầu bị rối loạn và rơi vào tình trạng vô tổ chức bởi cuộc tấn công đường không, và việc phân tán lính dù khiến họ mất nhiều thời gian phản ứng. Nhiều đợt phản công nhỏ lẻ được tổ chức ở các nơi khác nhau mà không có sự liên kết và phối hợp thực sự. Việc Trung tướng Falley bị lính dù của Sư đoàn Không vận 82 bắn chết đã khiến bộ chỉ huy Đức do dự suốt nhiều tiếng đồng hồ và không dám hành động nếu không có sự phê chuẩn của Tướng Falley.

## Diễn biến tiếp theo
Lúc 04:00, các đơn vị lính dù của Sư đoàn Không vận 82 được tiếp viện bởi các đơn vị tàu lượn trong Nhiệm vụ Detroit, đem theo các trang thiết bị bổ sung, đạn dược, vũ khí hạng nặng, xe jeep cùng các đơn vị công binh và quân y,
Sau khi tập hợp được 32 sĩ quan và 303 binh lính từ Tiểu đoàn 2, Trung đoàn 505, Trung tá Benjamin H. Vandervoort quyết định cho tiến quân vào Neuville-au-Plain, nhưng mệnh lệnh bị từ chối bởi Đại tá William E. Ekman, vì ông vẫn chưa nhận được thông tin từ Tiểu đoàn 3 tại Sainte-Mère-Église. Sau hơn hai tiếng, Vandervoort được lệnh tiến vào Sainte-Mère-Église, nhưng khi vào đến nơi lúc 10:00, họ nhận ra Tiểu đoàn 3 đã kiểm soát được hoàn toàn thị trấn này, và đang tổ chức phòng thủ trước những đợt phản công của quân Đức thuộc Tiểu đoàn Georgian 759, Sư đoàn Bộ binh 91. Cùng buổi sáng hôm đó, hai đại đội thuộc Trung đoàn Grenadier 1058, Sư đoàn Bộ binh 91, tổ chức tấn công vào giao lộ phía bắc Sainte-Mère-Église, nhưng đà tiến công của họ đã bị Trung đội 3 của Trung úy Turner B. Turnbull, thuộc Đại đội D, Tiểu đoàn 2 của Vandervoort đóng tại Neuville-au-Plain chặn đứng lại lúc 10:30. Cuộc chiến diễn ra ác liệt đến lúc 17:00 cùng ngày và lính Đức buộc phải rút lui vì tổn thất nặng. Chỉ có 16 người trong tổng số 42 người ban đầu của Trung đội 3 sống sót.
Tiểu đoàn 1 không chiếm được cầu Chef-du-Pont do kịp tập trung đủ quân số, nên Thiếu tá Kellam đã ưu tiên chiếm cầu La Fière trên sông Merderet. Đại đội A do Trung úy John J. Dolan chỉ huy cố gắng chiếm cầu lúc sáng sớm nhưng buộc phải rút lui do hỏa lực mạnh của lính Đức. Lúc 10:00 sáng ngày 6, một đơn vị hỗn hợp gồm Tiểu đoàn 1 của Trung tá Edwin J. Ostberg, 75 lính dù thuộc Tiểu đoàn 3 của Trung tá Arthur A. Maloney (đều thuộc Trung đoàn Bộ binh Nhảy dù 507) và hơn 100 lính dù thuộc Trung đoàn Bộ binh nhảy dù 508, dưới sự chỉ huy của Đại tá Roy E. Lindquist, đánh chiếm thị trấn và cầu La Fière thành công, đánh bật quân Đức cố thủ ở hai bên cầu về phía tây sông Merderet, rồi họ nhanh chóng tiến về chiếm Chef-du-Pont. Tiểu đoàn 1, Trung đoàn 505 sau đó thay thế các đơn vị của Đại tá Lindquist trấn giữ khu vực Pont de la Fière. Trong buổi chiều cùng ngày, Tiểu đoàn 1, Trung đoàn 505 phải liên tiếp chống trả lại hai cuộc phản công của Trung đoàn Grenadier 1057, với sự hỗ trợ của xe tăng từ Tiểu đoàn Thiết giáp 100 và pháo binh ở bên kia sông Merderet. Trong cuộc phản công thứ hai, xe tăng Đức chọc thủng tuyến phòng thủ của lính dù Mỹ, tiểu đoàn trưởng - Thiếu tá Frederick C.A. Kellam, và tiểu đoàn phó - Thiếu tá James E. McGinity tử trận.  Lúc 15:00, Chuẩn tướng James Gavin lệnh cho Trung tá Maloney cùng khoảng 200 lính dù từ Trung đoàn 507 và 508 đi tiếp viện Tiểu đoàn 1 tại La Fière, chỉ để lại 34 lính dù ở lại bảo vệ cầu Chef-du-Pont. Dưới sự chỉ huy của Đại úy Roy E. Creek, nhóm lính dù nhỏ này đã cầm chân quân Đức đủ lâu tới khi được lính dù từ Trung đoàn Bộ binh Tàu lượn 325 cùng các đơn vị pháo cối tiếp viện.
Do sự phân tán mạnh của Trung đoàn 507 và 508, khu vực phía tây sông Merderet vẫn nằm trong sự kiểm soát của quân Đức, và những đơn vị lính dù bị thả lệch ở bên kia bờ sông đều bị chia cắt và cô lập, bao gồm 300 lính dù của Trung tá Thomas J.B. Shanley, khoảng 120 lính dù Trung tá Charles Timmes, và hơn 400 lính dù của Đại tá George V. Millet. Dù có nhiều quân số nhất nhưng nhóm của Đại tá Millet gặp vấn đề nghiêm trọng về đạn dược và không có pháo hỗ trợ, đơn vị của ông bị bao vây chặt và không thể phá vây để hội quân với Trung tá Timmes.
Hai ngày tiếp theo, tình hình ở Merderet vẫn không có nhiều biến chuyển. Ngày 7 tháng 6, quân Đức lại tấn công vào la Fibre nhưng thất bại. Tướng Ridway (đổ bộ cùng đơn vị tàu lượn trong Nhiệm vụ Detroit), quyết định điều động Trung đoàn Bộ binh Tàu lượn 325, đổ bộ vào Normandie vào sáng ngày 7 tháng 6 và đang tập trung ở Chef-du-Pont, vượt sông và phá vây cho các đơn vị lính dù bên ka sông. Tiểu đoàn 1 của Trung đoàn 325 vượt sông thành công vào ngày 9 tháng 6 và tấn công cầu la Fibre ở bên kia sông và giải cứu nhóm của Trung tá Timmes, nhưng đã quá muộn để cứu Đại tá Millet. Hơn 250 lính dù tử trận hoặc bị bắt, trong đó có Đại tá Millet, chỉ có số ít lính dù trốn thoát thành công và được giải cứu bởi Trung đoàn 325. Triung đoàn 325 sau đó mở rộng phòng tuyến từ phía tây Merderet tới Chef-du-Pont. Với sự hỗ trợ của Sư đoàn Bộ binh số 4 đổ bộ từ Bãi Utah, Trung đoàn Bộ binh Nhảy dù 505 đã chiếm được Nhà ga Montebourg ở phía tây bắc Sainte-Mere-Èglise vào ngày 10. Trung đoàn 508 tấn công dọc theo Sông Douve vào Beuzeville-la-Bastille trong ngày 12 tháng 6 và chiếm được Baupte trong ngày tiếp theo.
Ngày 10 tháng 6, Sư đoàn Panzergrenadier SS 17, một đơn vị tiếp viện của Đức được điều vào tiếp viện thị trấn Carentan, Normandie, đã chạm trán với các đơn vị lính dù bị thả lạc ở Graignes, gồm 182 lính dù thuộc Tiểu đoàn 3, Trung đoàn Bộ binh Nhảy dù 507, Sư đoàn Không vận 82 và Đại đội B, Trung đoàn Bộ binh Nhảy dù 501, thuộc Sư đoàn Không vận 101 Hoa Kỳ. Lực lượng SS áp đảo đã tràn qua tuyến phòng thủ của lính dù Mỹ và trận đánh kéo dài tới ngày 11. 15 lính dù tử trận và 17 người bị bắt làm tù binh đã bị lính SS hành quyết cùng với nhiều thường dân trong làng. Tuy vậy, nhờ trận đánh này mà Sư đoàn Panzergrenadier SS 17 đã không kịp tiếp viện cho Carentan, thị trấn được Sư đoàn Không vận 101 kiểm soát hoàn toàn vào ngày 11 trước khi Sư đoàn Panzergrenadier SS 17 đến nơi vào ngày 13.
Trung đoàn 325 và 505 sau đó tiếp quản Sư đoàn Bộ binh 90 Hoa Kỳ, chiếm Pont l'Abbé và di chuyển về phía tây bên cánh trái của Quân đoàn VII để chiếm Saint-Sauveur-le-Vicomte vào ngày 16 tháng 6. Vào ngày 19 tháng 6, Sư đoàn Không vận 82 được biên chế vào Quân đoàn VIII, và Trung đoàn 507 đã thiết lập một đầu cầu trên Douve ở phía nam Pont l'Abbé. Sư đoàn 82 tiếp tục hành quân về La Haye-du-Puits, và thực hiện cuộc tấn công cuối cùng vào Đồi 122 (Mont Castre) vào ngày 3 tháng 7 trong một cơn mưa tầm tã. Cuộc tấn công ngừng lại sau khi Sư đoàn Bộ binh 90 tổ chức tấn công trong ngày 4 tháng 7, và Sư đoàn 82 được rút khỏi mặt trận để chuẩn bị trở về Anh.

### Sách tham khảo
- Warren, Dr John C. (1956). Airborne Operations in World War II, European Theater (PDF). Air University, Maxwell AFB: US Air Force Historical Research Agency. USAF Historical Study 97.
- Wolfe, Martin (1993). Green Light! A Troop Carrier Squadron's War from Normandy to the Rhine. Center for Air Force History. ISBN 0160425085.
- McManus, John (2005), The Americans at D-Day: The American Experience at the Normandy Invasion. Forge Books. ISBN 0765307448